# Beursstraat (Amsterdam)
De Beursstraat is een straat in het centrum van Amsterdam. De Beursstraat ligt tussen het Damrak en de Warmoesstraat. De straat loopt van De Bijenkorf op het Beursplein in noordoostelijke richting naar de Oudebrugsteeg.
De straat loopt langs de achtergevel van de Beurs van Berlage, aan de oostkant van het gebouw. Op de hoek met de Oudebrugsteeg staat het 17e-eeuwse Accijnshuis en het 18e-eeuwse Bureau voor Handelsinlichtingen, nu coffeeshop The Grasshopper. Verder bevinden zich van oudsher een aantal hotels in de straat, vandaag de dag vooral bevolkt door rugzaktoeristen.
In de Beursstraat zijn 9 panden aangewezen als rijksmonument, waaronder 5 achterhuizen van panden in de Warmoesstraat, die parallel aan de Beursstraat loopt.

## Geschiedenis
Oorspronkelijk stonden de huizen aan het water van het Damrak en stond de straat bekend als Damrak-Oostzijde. De huizen werden genummerd als achterzijde Warmoesstraat 138-186. De Beursstraat ontstond begin 20e eeuw, bij de bouw van de Beurs van Berlage en de aanleg van het Beursplein, toen de huizen achter de beurs kwamen te liggen.
In de straat was een wijkbureau van de politie, het voormalige politiebureau Warmoesstraat. In 2000 verhuisde dit roemruchte politiebureau van de Warmoesstraat naar de Beursstraat. In 2016 is het bureau verhuisd naar de Nieuwezijds Kolk.
Oorspronkelijk liep de straat vanaf het Beursplein door tot aan de Dam. Om De Bijenkorf heen bestond een enkelsporige keerlus voor de tram, van 1915 tot 1921 in gebruik voor tramlijn 18 en van 1918 tot 1921 voor tramlijn 16. Daarna werd de lus alleen gebruikt voor het inkorten van tramlijnen. De keerlus begon op het Damrak (uit beide richtingen, later alleen nog uit de richting Dam) en liep via het Beursplein en de Beursstraat naar de Dam.
In 1937 werd de uitbreiding van De Bijenkorf over de Beursstraat heen gebouwd. Aan de oostzijde van de Beursstraat werd een magazijn voor het warenhuis gebouwd dat zo'n 60 meter van de gevelwand in beslag nam en werd de Beursstraat overdekt door de verbinding met De Bijenkorf. In 1976 werd begonnen met de bouw van een parkeergarage en aan uitbreiding van De Bijenkorf, waarbij de Beursstraat op dit gedeelte compleet verdween en daarmee ook de keerlus. Op de Dam kwam een vervangende keerlus.

## Afbeeldingen

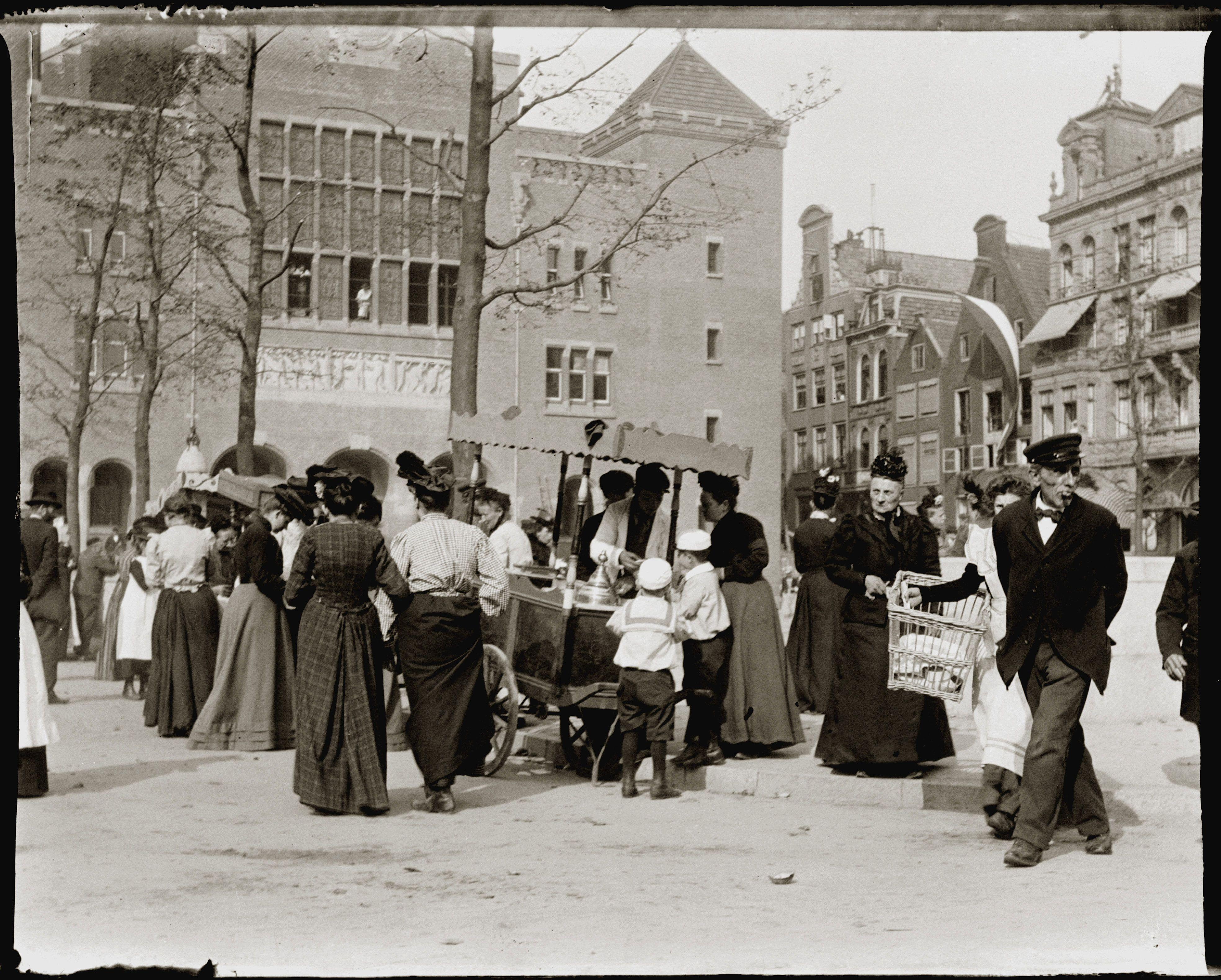
De Beurs van Berlage en het Beursplein met zicht op de huizen van de Beursstraat, 1903
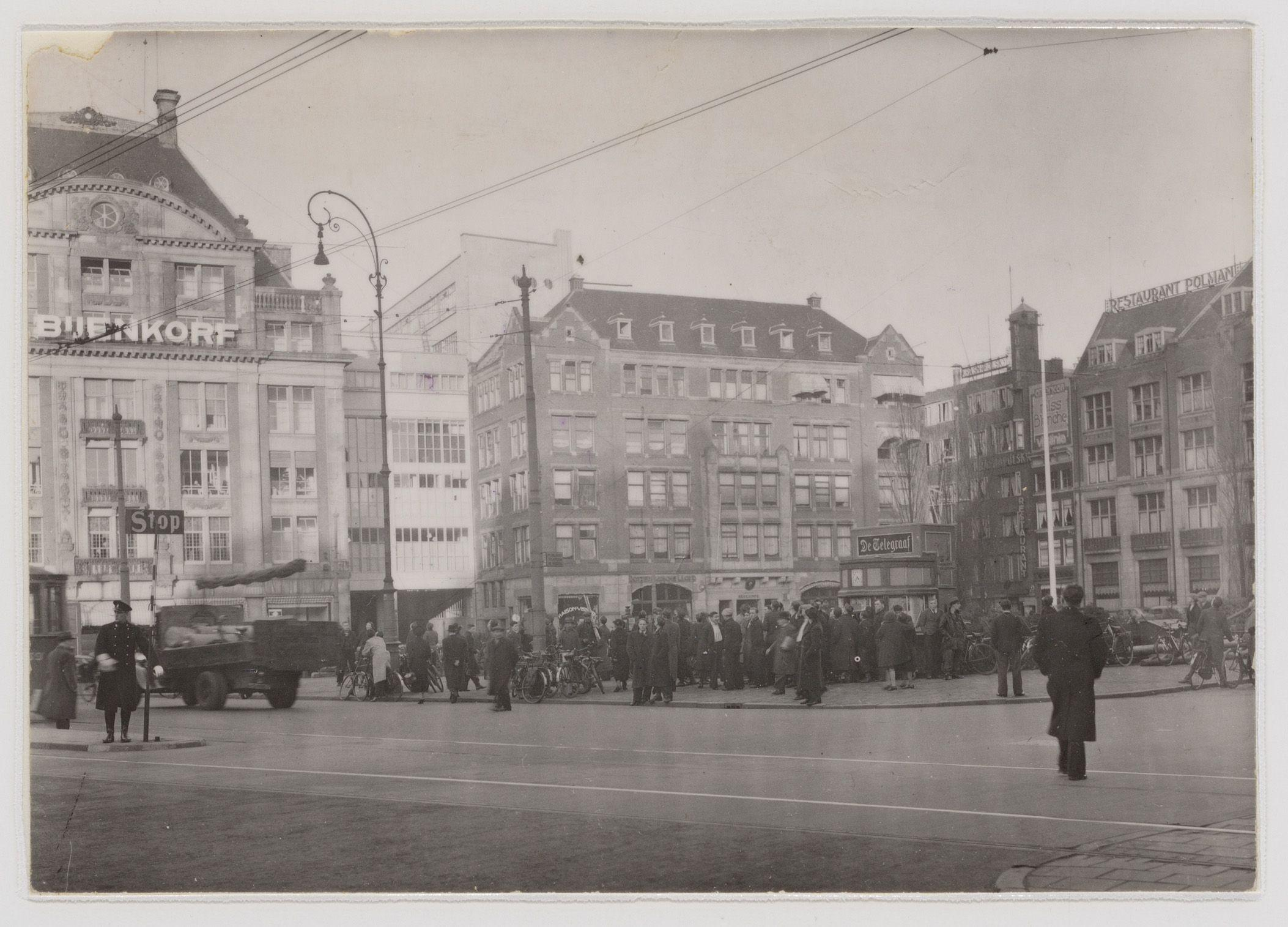
Midden overkluizing Bijenkorf over Beurstraat 1938